# スポーツ無敗記録一覧
スポーツ無敗記録一覧（スポーツむはいきろくいちらん）とは、スポーツで達成された無敗記録の一覧である。個人による生涯無敗記録、連続無敗記録、チームによる無敗記録を掲載している。
ここでは、将棋や囲碁などのマインドスポーツの記録についても記述している。自称「○○戦無敗」といった検証できないものは掲載していない。
表では、2人（2チーム）対戦型ではない競技については競技名に*を付している。

## 生涯無敗記録
| 生涯無敗記録 | 生涯無敗記録                     | 生涯無敗記録     | 生涯無敗記録 | 生涯無敗記録                                 |
| 対戦         | 選手名                           | 競技             | 戦績         | 備考                                         |
| ------------ | -------------------------------- | ---------------- | ------------ | -------------------------------------------- |
| 58戦         | スティーブン・トンプソン         | キックボクシング | 58戦無敗40KO |                                              |
| 54戦         | キンチェム（競走馬）             | 競馬*            | 54勝         | 1戦は同着後決勝戦を勝利                      |
| 52戦         | リカルド・ロペス                 | ボクシング       | 51勝無敗1分  |                                              |
| 50戦         | フロイド・メイウェザー・ジュニア | ボクシング       | 50勝無敗     | ボクシング初の無敗のまま5階級制覇達成        |
| 49戦         | ロッキー・マルシアノ             | ボクシング       | 49勝無敗     | ヘビー級、ボクシング初の引き分け無しの無敗   |
| 46戦         | ジョー・カルザゲ                 | ボクシング       | 46勝無敗     |                                              |
| 42戦         | 那須川天心                       | キックボクシング | 42勝無敗     | 無敗のままキックボクシング引退               |
| 34戦         | スベン・オットケ                 | ボクシング       | 34勝無敗     | プロのみの成績。無敗のまま引退               |
| 32戦         | アンドレ・ウォード               | ボクシング       | 32勝無敗     |                                              |
| 31戦         | ハリー・サイモン                 | ボクシング       | 31勝無敗     |                                              |
| 28戦         | ミハエル・ロエベ                 | ボクシング       | 28勝無敗     |                                              |
| 29戦         | ハビブ・ヌルマゴメドフ           | 総合格闘技       | 29勝無敗     | 無敗のまま引退。総合格闘技史上最長の無敗記録 |
| 27戦         | エドウィン・バレロ               | ボクシング       | 27勝無敗     | ボクシング初のすべてKO勝利。無敗のまま死亡   |
| 27戦         | テリー・マーシュ                 | ボクシング       | 26勝無敗1分  |                                              |
| 24戦         | レイラ・アリ                     | ボクシング       | 24勝無敗     |                                              |
| 24戦         | ピチット・シスパンプラチャン     | ボクシング       | 24勝無敗     |                                              |
| 22戦         | ナターシャ・ラゴシーナ           | ボクシング       | 22勝無敗     |                                              |
| 21戦         | 琴天山                           | 相撲             | 21勝無敗     | 序ノ口、序二段、三段目。前相撲を含めると24戦 |
| 20戦         | ディミトリー・ピログ             | ボクシング       | 20勝無敗     |                                              |
| 18戦         | 金知元                           | ボクシング       | 16勝無敗2分  |                                              |
| 17戦         | ジゼール・サランディ             | ボクシング       | 17勝無敗     | 無敗のまま死亡                               |
| 17戦         | ルシア・ライカ                   | ボクシング       | 17勝無敗     |                                              |
| 8戦          | 王亜男                           | ボクシング       | 8勝無敗      |                                              |
| 6戦          | ニコラ・アダムズ                 | ボクシング       | 5勝無敗1分   |                                              |

## 個人の連勝・連続無敗記録
| 個人の連勝・連続無敗記録 | 個人の連勝・連続無敗記録     | 個人の連勝・連続無敗記録 | 個人の連勝・連続無敗記録 | 個人の連勝・連続無敗記録                                                                                            |
| 対戦                     | 選手名                       | 競技                     | 戦績                     | 備考 |
| ------------------------ | ---------------------------- | ------------------------ | ------------------------ | --- |
| 555戦                    | ジャハーンギール・カーン     | スカッシュ               | 555勝                    | スポーツ全般のギネス世界記録                                                                                        |
| 470戦                    | エステル・フェルヘール       | 車いすテニス             | 470勝                    | 継続したまま引退 |
| 312戦                    | パウエル・ナツラ             | 柔道                     | 312勝                    | |
| 267戦                    | ASUKA                        | プロレス                 | 267勝                    | WWE（NXT含む）での記録。 268戦目にシャーロットに敗北                                                                |
| 206戦                    | 吉田沙保里                   | レスリング               | 206勝                    | 個人戦のみ。五輪・世界選手権16連覇。 リオ五輪決勝で敗れる ※この間、団体戦で2度敗れる                                |
| 192戦                    | 沢松和子                     | テニス                   | 192勝                    | 国内大会のみ |
| 173戦                    | ゴールドバーグ               | プロレス                 | 173勝                    | シングル戦の記録 1997年6月24日から1998年12月27日まで 174戦目にケビン・ナッシュに敗北                                |
| 122戦                    | エドウィン・モーゼス         | 陸上*                    | 122勝                    | 400mハードル |
| 90戦                     | フリオ・セサール・チャベス   | ボクシング               | 89勝1分け                | 89連勝、91戦目で初黒星                                                                                              |
| 83戦                     | 王濛                         | ショートトラック*        | 83勝                     | 500mでの記録 |
| 69戦                     | 双葉山定次                   | 相撲                     | 69勝                     | 年2場所制。平幕から横綱にかけての記録。 70戦目で安藝ノ海に敗れる                                                    |
| 56戦                     | マイケル・ジョンソン         | 陸上                     | 56勝                     | 400mでの記録 |
| 56戦                     | カマレロ（競走馬）           | 競馬*                    | 56勝                     | |
| 53戦                     | ヤルマール・アンデルセン     | スピードスケート         | 53勝                     | 5000mでの記録 |
| 47戦                     | 趙浩成                       | 競輪*（韓国）            | 47勝                     | 韓国競輪における最多連勝記録。                                                                                      |
| 41戦                     | 李昌鎬                       | 囲碁（韓国）             | 41勝                     | 韓国棋院における最長記録。                                                                                          |
| 42戦                     | 那須川天心                   | キックボクシング         | 42勝                     | 無敗のままボクシング転向。                                                                                          |
| 40戦                     | 内村航平                     | 体操*                    | 40勝                     | 個人総合での連続優勝記録。 国内外の大会で2008年から2017年までの9年間。 2017年世界選手権で負傷棄権し記録が途切れた。 |
| 37戦                     | 彦坂郁雄                     | 競艇*                    | 37勝                     | 1970年3月22日 - 4月22日                                                                                             |
| 37戦                     | 須田一二三                   | 競輪*                    | 37勝                     | 現行の特別進級(特進)制度施行前の記録。 特別進級(特進)制度施行後の最多記録は、 坂本勉の35連勝。                      |
| 34戦                     | 児玉碧衣                     | ガールズケイリン*        | 34勝                     | 2021年7月29日 - 12月17日 旧女子競輪での最多記録は、確認できる中では田中和子の70連勝。                               |
| 33戦                     | ヘナン・バラオン             | 総合格闘技               | 32勝1無効試合            | 2005年5月13日 - 2014年5月24日                                                                                       |
| 29戦                     | 坂田栄男                     | 囲碁                     | 29勝                     | プロのみの成績 |
| 29戦                     | 藤井聡太                     | 将棋                     | 29勝                     | プロ公式戦のみの成績。 プロデビューからの連勝記録も同時更新。                                                       |
| 25戦                     | ヴィルヘルム・シュタイニッツ | チェス                   | 25勝                     | |
| 18戦                     | 鈴木圭一郎                   | オートレース*            | 18勝                     | 2024年3月20日 - 2024年4月28日                                                                                       |
| 13戦                     | ネイサン・チェン             | フィギュアスケート*      | 13勝                     | 2018年3月24日 - 2021年10月24日、個人戦のみ                                                                          |
| 13戦                     | エフゲニア・メドベージェワ   | フィギュアスケート*      | 13勝                     | 2015年12月13日 - 2017年11月12日、個人戦のみ                                                                         |
| 11戦                     | バイロン・ネルソン           | ゴルフ*                  | 11勝                     | PGAツアー |
| 10戦                     | リチャード・ペティ           | NASCAR*                  | 10勝                     | |
| 10戦                     | カトリン・ドーレ             | マラソン*                | 10勝                     | |
| 10戦                     | 高梨沙羅                     | スキージャンプ*          | 10勝                     | ワールドカップ個人戦(2015/2016シーズン)。                                                                           |
| 10戦                     | マックス・フェルスタッペン   | F1*                      | 10勝                     | 2023年マイアミグランプリ-2023年イタリアグランプリ                                                                   |

参考 団体競技において個人に記録される勝敗についての無敗記録　試合数と勝敗の合計は一致しない
| 個人の連勝・連続無敗記録 | 個人の連勝・連続無敗記録 | 個人の連勝・連続無敗記録 | 個人の連勝・連続無敗記録 | 個人の連勝・連続無敗記録                                      |
| 対戦                     | 選手名                   | 競技                     | 戦績                     | 備考                                                          |
| ------------------------ | ------------------------ | ------------------------ | ------------------------ | ------------------------------------------------------------- |
| 235戦                    | 柴田佳主也               | 野球                     | 4勝1S                    | 連続登板機会無敗のプロ野球記録。継続のまま引退 1997年～2004年 |
| 32戦                     | ジェリー・チーバーズ     | アイスホッケー           | 24勝                     | NHLゴーリー記録。 1971年～1972年                              |

## チームの連勝・連続無敗記録
| チームの連勝・連続無敗記録 | チームの連勝・連続無敗記録     | チームの連勝・連続無敗記録 | チームの連勝・連続無敗記録 | チームの連勝・連続無敗記録                                           |
| 対戦                       | チーム名                       | 競技                       | 戦績                       | 備考                                                                 |
| -------------------------- | ------------------------------ | -------------------------- | -------------------------- | -------------------------------------------------------------------- |
| 376戦                      | 日本体育大学                   | 水球                       | 376勝                      | 男子。1974-1994年の21年間                                            |
| 331戦                      | 天理大学                       | フィールドホッケー         | 331勝                      | 男子関西学生リーグ。1967-1992年の26年間                              |
| 289戦                      | 函館大学                       | ハンドボール               | 287勝2分                   | 男子北海道学生リーグ。1986年-2015年の30年間                          |
| 258戦                      | 日紡貝塚                       | バレーボール               | 258勝                      | 1959-1966年の8年間。 ニチボー貝塚258連勝の戦績一覧も参照             |
| 171戦                      | 日紡平野                       | バスケットボール           | 171勝                      | 女子・国内公式戦。1965-1968年の4年間                                 |
| 145戦                      | 関西学院大学                   | アメリカンフットボール     | 145勝                      | 関西学生リーグ。1948-1976年の28年間。 1948年のプレーオフの敗戦は除く |
| 133戦                      | 中京大学                       | ラグビー                   | 133勝                      | 東海学生リーグ。1983-2002年の20年間                                  |
| 108戦                      | ASECミモザ                     | サッカー                   | 108勝                      | コートジボワールリーグ。1989-1994年の6年間                           |
| 84戦                       | キューバ代表                   | 野球                       | 84勝                       | 国際大会。1991年7月12日-1997年8月9日の6年間。                        |
| 46戦                       | 早稲田大学高等学院             | アメリカンフットボール     | 46勝1分                    | 公式戦。2010年春季大会〜2013年春季大会までの3年間                    |
| 39戦                       | 帝京大学                       | ラグビー                   | 38勝1分                    | 全国大学ラグビーフットボール選手権大会。 2009-2018年の9年間          |
| 35戦                       | フィラデルフィア・フライヤーズ | アイスホッケー             | 25勝10分                   | NHL。1979-1980年の2年間                                              |
| 30戦                       | 日本大学                       | 自転車*                    | 30勝                       | 大学対抗・男子。1983-2012年の30年間                                  |
| 25戦                       | 東京女子体育大学               | 新体操*                    | 25勝                       | 全日本新体操選手権大会。1986-2009年の25年間                          |
| 13戦                       | 日本体育大学                   | 体操*                      | 13勝                       | 女子 東日本学生選手権。1967-1979年13年間                             |
| 13戦                       | 日本体育大学                   | 体操*                      | 13勝                       | 男子 東日本学生選手権。1987-1998年13年間                             |